# Домовина (издательство)
Домовина, полное наименование — Народное издательство Домовина (в.-луж. Ludowe nakładnistwo Domowina, н.-луж. Ludowe nakładnistwo Domowina, нем. Domowina-Verlag) — издательство в Германии, выпускающее печатные издания на нижнелужицком и верхнелужицком языках. Находится в Баутцене.

## История
Издательство было основано 1 июля 1958 года в Баутцене как государственное предприятие. После объединения Германии приватизировано. Выпускает различную печатную продукцию на лужицких языках, включая лужицкие периодические издания «Serbske Nowiny», «Nowy Casnik», «Katolski Posoł», «Rozhlad», «Lětopis».
В 2008 году издательство выпустило 3800 наименований печатных изданий.

## Известные сотрудники
- Ева Ворша Ланзина (род. 1928) — лужицкая художница, иллюстратор.